# San Teodoro (titre cardinalice)
Pour les articles homonymes, voir San Teodoro.
La diaconie cardinalice de San Teodoro fut à l'origine instituée vers 678 par le pape Agathon. Elle est supprimée en 1587 par Sixte V puis rétablie en 1959 par Jean XXIII dans la constitution apostolique Siquidem sacrae. Elle est rattachée à l'église San Teodoro al Palatino qui se trouve dans le rione Campitelli au centre de Rome. La diaconie est supprimée en 2004.

## Titulaires

### Avant 1587
| - Benedetto (janvier - septembre 972) - élu pape Benoît VI - Roberto (vers 1073- 1099) - Bobone (1099- vers 1117) - Errico, O.S.B. (vers 1117-?) - Gualtiero (1120- fin 1121 ou en tous cas avant 1125) - Ugo Hieramea (ou Geremei) (1125- vers 1129) - Matteo (1129- vers 1130) - Alberto Teodoli (1130- vers 1155) - Ardicio Rivoltella (1155-1186) - Ugo Geremei (1186- vers 1188) - Giovanni Malabranca (1188-1192) - Bobone di San Teodoro, 1193 - 1199 - Gregorio Crescenzi (1205 - 1230) | Vacance, 1230 - 1316 - Giovanni Gaetano Orsini (17 décembre 1316 - 27 août 1335) Vacance, 1335 - 1468 - Teodoro Paleologo di Montferrato (27 avril 1468 - 21 janvier 1484) Vacance, 1484 - 1492 - Federico Sanseverino (26 juillet 1492- 1er mai 1510, in commendam 1er mai 1510 - 17 mai 1511) - Alfonso Petrucci titre pro illa vice (17 mai 1511 - 22 juin 1517) - Francesco Pisani (22 octobre 1518 - 3 mai 1527) - Niccolò Gaddi (3 mai 1527 - 9 janvier 1545) - Andrea Cornaro (9 janvier 1545 - 27 juin 1550) - Luigi Cornaro (4 décembre 1551 - 26 février 1561), titre pro illa vice 26 février 1561 - 21 juin 1564) - Tolomeo Gallio titre pro illa vice (15 mai 1565 - 7 septembre 1565) - Stanislaw Hosius titre pro illa vice (7 septembre 1565 - 10 février 1570) - Giulio Acquaviva d'Aragona (6 septembre 1570 - 21 juillet 1574) |

### Depuis 1959
- William Theodore Heard (17 décembre 1959 - 18 mai 1970); titre pro illa vice (18 mai 1970 - 16 septembre 1973)
- Vacance, 1973 - 1979
- Ernesto Civardi (30 juin 1979 - 28 novembre 1989)

Vacance, 1989 - 1994
- Vincenzo Fagiolo (26 novembre 1994 - 22 septembre 2000)
- Vacance, de 2000 à la suppression en 2013